# Lisa Hütthaler
Lisa Hütthaler (* 2. September 1983 in Wiener Neustadt) ist eine ehemalige österreichische Triathletin. Sie ist Europameisterin auf der Triathlon-Mitteldistanz (2014), Duathlon-Staatsmeisterin (2004), Triathlon-Staatsmeisterin auf der Kurzdistanz (2007, 2012, 2013, 2019) sowie Staatsmeisterin auf der Triathlon-Sprintdistanz (2014). Sie wird in der Bestenliste österreichischer Triathletinnen auf der Ironman-Distanz geführt.

## Werdegang
Nach Abschluss der Matura bestritt die Niederösterreicherin 2003 ihren ersten Triathlon in Grado. Sie startete für den Verein Team Sport Nora.

### U23-Europameisterin Duathlon 2004
Im April 2004 wurde Lisa Hütthaler Staatsmeisterin Duathlon und im September auch Duathlon-Europameisterin in der Klasse U23. Diesen Erfolg konnte sie 2006 nochmals wiederholen.
2007 wurde sie Österreichische Triathlon-Staatsmeisterin auf der Kurzdistanz (1,5 km Schwimmen, 40 km Radfahren und 10 km Laufen).

Beim Weltcuprennen in Neuseeland geriet Hütthaler nach dem folgenreichen Sturz von Olympiasiegerin Kate Allen im Mai 2008 unter Kritik, diesen mitverschuldet zu haben. Die Vorwürfe wurden dann aber fallengelassen, da sich kein Verdacht bestätigte.
Nach der verpassten Qualifikation für die Olympischen Spiele 2008 wechselte sie von der Kurz- auf die Langstrecke.

### Dopingsperre 2008
Hütthaler war am 22. März 2008 bei einer Trainingskontrolle positiv auf das Blutdoping-Hormon getestet worden, und im Oktober 2008 wurde sie wegen EPO-Dopings durch die Rechtskommission der Nationalen Anti-Doping Agentur Austria (NADA) für zwei Jahre gesperrt.
Die Sperre wurde am 6. April 2009 aufgrund ihres umfassenden Geständnis von der NADA auf 18 Monate reduziert. Als erste Spitzensportlerin gab sie im März 2009 in einem Kurier-Interview Namen der Hintermänner und Details zu ihren Doping-Vorwürfen bekannt. So gab sie den Kinderkrebsarzt Andreas Zoubek sowie den Sportmanager Stefan Matschiner (früher auch Berater von Michael Rasmussen und Bernhard Kohl) als Doping-Lieferanten und -Verabreicher an. Beide wiesen alle Vorwürfe von sich. Hütthaler kündigte an, künftig die NADA unterstützen zu wollen. Am folgenden Tag unterstrich und bestätigte ihr früherer Lebensgefährte und Betreuer – der Radrennfahrer und Triathlet Michael Dimmel – ihre Aussagen.

Gleichzeitig wurde auch bekannt, dass gegen sie durch die Staatsanwaltschaft wegen versuchter Bestimmung zum Amtsmissbrauch ermittelt werde: Hütthaler soll versucht haben, eine Mitarbeiterin in einem Labor in Seibersdorf, die ihre B-Probe analysieren sollte, mit 20.000 Euro dazu zu bringen, diese zu manipulieren. Hütthaler selbst sprach in einem am 27. April veröffentlichten Gespräch mit dem Spiegel sogar von 50.000 Euro.

Am 26. Juni 2009 wurde sie wegen Bestechung nicht rechtskräftig zu drei Monaten bedingter Haft verurteilt.
Auch Radprofi Bernhard Kohl, der lange Zeit nach seiner Doping-Sperre keinerlei Aussagen machte, nannte nach dem Bekanntwerden der Aussagen Hütthalers Details zu den gegen ihn geführten Ermittlungen wegen Dopings und den dabei beteiligten Personen. Aufgrund der Aussagen von Kohl und Hütthaler wurde Matschiner verhaftet und im Oktober 2010 wegen versuchten Blutdopings und der Weitergabe von verbotenen Substanzen zu einer teilbedingten Haftstrafe von 15 Monaten verurteilt.
Am 7. April 2009 gab Hütthaler das Ende ihrer aktiven Triathlon-Karriere bekannt – für sie hätten nach Ende der Dopingsperre (am 22. September 2009) nun andere Dinge Priorität. Sie erklärte auch, dass es bereits bei Hobbysportlern zu intensivem Doping käme. Das intensive Meldesystem bezeichnete sie als „richtigen Schritt, um den Sport zu retten“. Ob der Staatsmeistertitel 2007 aberkannt wurde, ist unklar.  Jedenfalls scheint Hütthaler in Interviews zugegeben zu haben, bereits seit ihrem 18. Lebensjahr gedopt zu haben.
Hütthaler landete am 4. Oktober 2009 im Halbmarathon in Eisenstadt auf dem dritten Rang (1:21:57 h) und sie erreichte beim New York City Marathon am 1. November als beste Österreicherin den 18. Rang.

### Comeback nach der Sperre 2010
Wie vom Österreichischen Triathlonverband (ÖTRV) mitgeteilt wurde, war Hütthaler nach einer mehrmonatigen Kontrollphase vom 5. Juni 2010 an wieder startberechtigt.
Korporal Lisa Hütthaler ist beim Österreichischen Bundesheer als Bundesheer-Leistungssportlerin und trainiert am Heeresleistungssportzentrum Wien. Seit 2011 wird sie von Heinz Planitzer trainiert. Im April 2012 wurde sie Zweite beim TriStar 111 Cannes. Im Juni konnte sie ihren Erfolg von 2007 wiederholen und holte sich erneut den Titel der österreichischen Triathlon-Staatsmeisterin. Beim Ironman 70.3 Pays d'Aix France startete sie im September erstmals in einem Ironman-70.3-Rennen und wurde Fünfte.

Beim 70.3-Ironman in Miami gewann Hütthaler im Oktober Silber, allerdings wurde sie von drei Konkurrentinnen beschuldigt, im Windschatten ihres Freundes Andreas Fuchs gefahren zu sein, worauf Hütthaler rechtliche Schritte gegen diese Anschuldigungen eingeleitet hat. Aus offizieller Sicht der Rennleitung gab es keine Beanstandung. Die WTC reagierte aber auf die Vorwürfe mit einer Regelverschärfung.
Im Mai 2013 konnte sie sowohl den Ironman 70.3 auf Mallorca gewinnen als auch zwei Wochen später in St. Pölten. Hütthaler war in der Saison 2013 im B-Kader des ÖTRV sowie im Kader „Langdistanz“. Im Juli wurde sie in Obertrum zum dritten Mal österreichische Triathlon-Staatsmeisterin auf der olympischen Distanz.

### Europameisterin Triathlon-Mitteldistanz 2014
2014 konnte sie im Mai ihre beiden Siege auf Mallorca und in St. Pölten erfolgreich verteidigen. Im Juni wurde sie Österreichische Staatsmeisterin auf der Triathlon-Sprintdistanz. Im September wurde sie in Kanada wie im Vorjahr Siebte bei der Ironman 70.3-Weltmeisterschaft. Im Oktober wurde Hütthaler auf Mallorca Europameisterin über die Mitteldistanz.
Auf einen Start sowohl bei der Ironman 70.3 World Championship in Zell am See wie auch beim Ironman Hawaii 2015 verzichtete Lisa Hütthaler trotz Qualifikation aufgrund anhaltender Probleme in beiden Beinen sowie einer akut gewordenen Verletzung in der Hand.
Bei der Staatsmeisterschaft auf der Triathlon-Sprintdistanz in Neufeld an der Leitha wurde sie im Juni 2016 Vizestaatsmeisterin. Im September wurde sie am Walchsee Dritte bei der Europameisterschaft auf der Triathlon-Halbdistanz.
In Spanien wurde sie im September 2017 mit neuer persönlicher Ironman-Bestzeit (8:51:21 h) Zweite beim Ironman Barcelona. Sie trug sich damit in der Bestenliste österreichischer Triathletinnen auf der Ironman-Distanz hinter Eva Wutti an zweiter Stelle ein.
Im Juli 2018 wurde sie Zweite beim Ironman Austria. Lisa Hütthaler qualifizierte sich als Fünfte und beste Österreicherin im Juli bei der Challenge Prag für „The Championship“ am 2. Juni 2019 in Samorin. Im Juli 2019 wurde die damals 35-Jährige in Obertrum zum vierten Mal österreichische Triathlon-Staatsmeisterin auf der olympischen Distanz.
Seit 2019 tritt Hütthaler nicht mehr international in Erscheinung.
Hütthaler ist seit Februar 2011 Mutter eines Sohnes und sie lebt in Steinabrückl.

## Sportliche Erfolge
| Datum/Jahr    | Rang | Wettbewerb                                       | Austragungsort        | Zeit        | Bemerkung |
| ------------- | ---- | ------------------------------------------------ | --------------------- | ----------- | --- |
| 28. Juli 2019 | 1    | ÖTRV Staatsmeisterschaft Triathlon Kurzdistanz   | Obertrum am See       | 02:14:19,56 | Triathlon-Staatsmeisterin über die olympische Distanz im Rahmen des Trumer Triathlon                                                                  |
| 1. Sep. 2018  | 1    | Triathlon Grado                                  | Grado                 | 02:04:43    | |
| 23. Juli 2017 | 1    | Trumer Triathlon                                 | Obertrum am See       | 02:16:33    | |
| 10. Juli 2016 | 1    | Mostiman Triathlon                               | Wallsee               | 02:06:59    | |
| 11. Juni 2016 | 2    | ÖTRV Staatsmeisterschaft Triathlon Sprintdistanz | Neufeld an der Leitha |             | im Rahmen des Neufelder Triathlons (750 m Schwimmen, 20 km Radfahren und 5 km Laufen) – Zweite hinter Romana Slavinec                                 |
| 23. Aug. 2014 | 1    | Faaker See Triathlon                             | Faaker See            |             | [ 26 ] |
| 7. Juni 2014  | 1    | ÖTRV Staatsmeisterschaft Triathlon Sprintdistanz | Neufeld an der Leitha | 01:03:27    | Österreichische Staatsmeisterin auf der Sprintdistanz im Rahmen des Neufelder Triathlons                                                              |
| 20. Juli 2013 | 1    | ÖTRV Staatsmeisterschaft Triathlon Kurzdistanz   | Obertrum              | 02:15:22,8  | Hütthaler verteidigt ihren Titel aus dem Vorjahr und wird beim Trumer Triathlon Triathlon-Staatsmeisterin über die olympische Distanz.                |
| 23. Juli 2012 | 1    | Mostiman Triathlon                               | Wallsee               | 02:04:54    | Siegerin im Mostviertel auf der olympischen Distanz                                                                                                   |
| 16. Juni 2012 | 1    | ÖTRV Staatsmeisterschaft Triathlon Kurzdistanz   | Wien                  | 02:06:58    | Neben Franz Höfer bei den Herren wurde Hütthaler beim Vienna City Triathlon auf der Donauinsel Triathlon-Staatsmeisterin über die olympische Distanz. |
| Apr. 2008     | 19   | ITU Triathlon World Cup                          | New Plymouth          | 02:04:09    | hinter der Siegerin Emma Moffatt aus Australien |
| 2008          | 10   | ITU Triathlon World Cup                          | Ishigaki              |             | |
| 2008          | 16   | ITU Triathlon World Cup                          | Mooloolaba            |             | |
| 4. Aug. 2007  | 1    | CISM Military Euro-Cup Triathlon                 | Sassenberg            |             | Korporal Lisa Hütthaler gewinnt auf der olympischen Distanz                                                                                           |
| 16. Juni 2007 | 1    | ÖTRV Staatsmeisterschaft Triathlon Kurzdistanz   | Wien                  |             | Neben Paul Reitmayr bei den Herren wurde Hütthaler beim Vienna City Triathlon auf der Donauinsel Staatsmeisterin über die olympische Distanz          |
| 20. Mai 2007  | 3    | ITU Premium Europacup                            | Sanremo               | 02:18:27    | 1,5 km Schwimmen, 40 km Radfahren und 10 km Laufen |
| 2007          | 54   | BG Triathlon World Championships                 | Hamburg               | 02:02:18    | |
| 2007          | 1    | UPC Klagenfurt Triathlon                         | Klagenfurt            | 02:08:29    | |
| 3. Sep. 2006  | 8    | ITU Triathlon World Championships                | Lausanne              | 02:11:55    | in der Klasse U23 hinter der Siegerin Erin Densham |
| 20. Aug. 2006 | 2    | ÖTRV Staatsmeisterschaft Triathlon Kurzdistanz   | Wien                  |             | Hinter Carina Prinz und vor Irina Kirchler wurde Hütthaler Zweite und damit Vizestaatsmeisterin über die Kurzdistanz beim Vienna City Triathlon.      |
| 12. Juni 2006 | 1    | UPC Klagenfurt Triathlon                         | Klagenfurt            |             | Siegerin über die olympische Distanz (1,5 km Schwimmen, 40 km Radfahren und 10 km Laufen) am Wörthersee                                               |
| 13. Mai 2006  | 3    | Kalterer See Triathlon                           | Kalterer See          | 02:10:31    | [ 33 ] |
| 2006          | 1    | UPC Klagenfurt Triathlon                         | Klagenfurt            |             | |
| 29. Juli 2006 | 1    | Krems Triathlon                                  | Krems                 | 02:07:34    | dritter Sieg in Folge in Krems |
| 2006          | 2    | Sprint-Triathlon                                 | Linz                  | 01:07:04    | Zweite hinter Tania Haiböck (0,75 km Schwimmen, 24 km Radfahren und 5 km Laufen)                                                                      |
| 15. Aug. 2005 | 1    | Ausee Triathlon                                  | Ausee                 |             | |
| 11. Sep. 2005 | 5    | ETU Triathlon European Championship U23          | Sofia                 | 02:08:53    | U23 Triathlon-Europameisterschaft – hinter der Siegerin Vanessa Fernandes                                                                             |
| 2005          | 1    | Krems Triathlon                                  | Krems                 | 02:06:47    | |
| 2005          | 2    | UPC Klagenfurt Triathlon                         | Klagenfurt            | 02:11:30    | Zweite hinter Eva Bramböck bei der 4. Austragung |
| 5. Juni 2004  | 2    | ÖTRV Staatsmeisterschaft Triathlon Kurzdistanz   | Wien                  |             | Hinter Tania Haiböck wurde Hütthaler beim Vienna City Triathlon Zweite und damit Vizestaatsmeisterin über die Kurzdistanz.                            |
| 2004          | 1    | Krems Triathlon                                  | Krems                 | 02:08:42    | |
| 2004          | 1    | Ausee Triathlon                                  | Ausee                 |             | |

| Datum/Jahr    | Rang | Wettbewerb                                           | Austragungsort  | Zeit       | Bemerkung |
| ------------- | ---- | ---------------------------------------------------- | --------------- | ---------- | --- |
| 27. Okt. 2019 | 1    | Ironman 70.3 Marrakech                               | Marrakesch      | 04:24:23   | |
| 1. Sep. 2019  | 3    | Ironman 70.3 Zell am See-Kaprun                      | Zell am See     | 04:31:15   | |
| 11. Aug. 2019 | 2    | Ironman 70.3 Gdynia                                  | Gdynia          | 04:15:37   | Zweite hinter Amelia Watkinson                                                                                   |
| 28. Juli 2018 | 5    | Challenge Prag                                       | Prag            | 04:25:28,8 | |
| 17. Juni 2018 | 1    | Ironman 70.3 Luxembourg                              | Remich          | 04:13:52   | |
| 27. Mai 2018  | 4    | Ironman 70.3 Austria                                 | St. Pölten      | 04:24:41   | |
| 13. Mai 2018  | 2    | Ironman 70.3 Pays d'Aix France                       | Aix-en-Provence | 04:27:08   | |
| 9. Sep. 2017  | 12   | Ironman 70.3 World Championships                     | Chattanooga     | 04:30:51   | |
| 6. Aug. 2017  | 1    | Ironman 70.3 Gdynia                                  | Gdynia          | 04:17:03   | |
| 9. Juli 2017  | 1    | Ironman 70.3 Jönköping                               | Jönköping       | 04:17:14   | |
| 18. Juni 2017 | 1    | Ironman 70.3 Italy                                   | Pescara         | 04:24:25   | |
| 21. Mai 2017  | 3    | Ironman 70.3 Austria                                 | St. Pölten      | 04:34:21   | |
| 24. Sep. 2016 | 1    | Ironman 70.3 Lanzarote                               | Lanzarote       | 04:47:06   | [ 36 ] |
| 4. Sep. 2016  | 3    | ETU Middle Distance Triathlon European Championships | Walchsee        | 04:21:36   | Europameisterschaft auf der Halbdistanz im Rahmen der Challenge Walchsee-Kaiserwinkl                             |
| 30. Juli 2016 | 1    | Ironman 70.3 Budapest                                | Budapest        | 04:06:36   | neuer Streckenrekord                                                                                             |
| 14. Juni 2015 | 2    | Ironman 70.3 Italy                                   | Pescara         | 04:42:42   | |
| 18. Okt. 2014 | 1    | ETU Middle Distance Triathlon European Championships | Peguera         | 04:25:27   | Europameisterin auf der Mitteldistanz im Rahmen der Challenge Paguera-Mallorca – vor der Dänin Helle Frederiksen |
| 7. Sep. 2014  | 7    | Ironman 70.3 World Championships                     | Mont-Tremblant  | 04:18:16   | Ironman 70.3 Weltmeisterschaft                                                                                   |
| 21. Juni 2014 | 1    | Ironman 70.3 Luxembourg                              | Remich          | 04:17:03   | |
| 25. Mai 2014  | 1    | Ironman 70.3 Austria                                 | St. Pölten      | 04:17:20   | erfolgreiche Titelverteidigung                                                                                   |
| 10. Mai 2014  | 1    | Ironman 70.3 Mallorca                                | Alcúdia         | 04:18:50   | erfolgreiche Titelverteidigung mit neuem Streckenrekord                                                          |
| 8. Sep. 2013  | 7    | Ironman 70.3 World Championships                     | Las Vegas       | 04:29:58   | Ironman 70.3 Weltmeisterschaft                                                                                   |
| 11. Aug. 2013 | 5    | Ironman 70.3 Germany                                 | Wiesbaden       | 04:42:40   | Europameisterschaft über die halbe Ironman-Distanz                                                               |
| 7. Juli 2013  | 1    | Ironman 70.3 Norway                                  | Haugesund       | 04:12:11   | |
| 26. Mai 2013  | 1    | Ironman 70.3 Austria                                 | St. Pölten      | 03:49:55   | Das Rennen musste witterungsbedingt ohne die Schwimmdistanz ausgetragen werden.                                  |
| 11. Mai 2013  | 1    | Ironman 70.3 Mallorca                                | Alcúdia         | 04:24:25   | |
| 28. Okt. 2012 | 2    | Ironman 70.3 Miami                                   | Miami           | 04:08:48   | Zweite hinter der amtierenden Weltmeisterin Leanda Cave                                                          |
| 22. Sep. 2012 | 5    | Ironman 70.3 Pays d'Aix France                       | Aix-en-Provence | 04:35:24   | erster Start in einem Ironman-70.3-Rennen                                                                        |
| 2. Sep. 2012  | 1    | TriStar111 Monaco                                    | Monaco          |            | |
| 5. Aug. 2012  | 1    | TriStar111 Estonia                                   | Otepää          | 03:33:54   | [ 37 ] |
| 15. Juli 2012 | 1    | TriStar111 Kufstein                                  | Kufstein        | 03:55:27   | Siegerin bei der Premiere des TriStar Kufstein                                                                   |
| 3. Juni 2012  | 2    | TriStar111 Salzkammergut                             | Attersee        | 03:32:53   | |
| 29. Apr. 2012 | 2    | TriStar111 Cannes                                    | Cannes          | 04:02:37   | Zweite bei der Erstaustragung (1 km Schwimmen, 100 km Radfahren und 10 km Laufen)                                |

| Datum/Jahr    | Rang | Wettbewerb        | Austragungsort | Zeit     | Bemerkung                                                                |
| ------------- | ---- | ----------------- | -------------- | -------- | ------------------------------------------------------------------------ |
| 13. Okt. 2018 | 38   | Ironman Hawaii    | Hawaii         | 09:46:50 | erster Start bei den Ironman World Championships; Rang 29 bei den Profis |
| 1. Juli 2018  | 2    | Ironman Austria   | Klagenfurt     | 09:01:47 |                                                                          |
| 30. Sep. 2017 | 2    | Ironman Barcelona | Calella        | 08:51:21 | persönliche Ironman-Bestzeit                                             |
| 10. Okt. 2015 | DNS  | Ironman Hawaii    | Hawaii         | –        | qualifiziert für die Ironman-Weltmeisterschaft                           |
| 16. Nov. 2014 | 2    | Ironman Arizona   | Tempe          | 08:58:46 |                                                                          |
| 29. Juni 2014 | 3    | Ironman Austria   | Klagenfurt     | 08:53:20 |                                                                          |
| 2. Nov. 2013  | 6    | Ironman Florida   | Panama City    | 09:04:38 | erster Ironman-Start                                                     |

| Datum/Jahr    | Rang | Wettbewerb                                    | Austragungsort | Zeit     | Bemerkung                                                                       |
| ------------- | ---- | --------------------------------------------- | -------------- | -------- | ------------------------------------------------------------------------------- |
| 7. Okt. 2006  | 1    | ETU Duathlon European Championship U23        | Rimini         |          | U23-Europameisterin Duathlon (5. Rang in der Elite-Klasse)                      |
| 26. Sep. 2004 | 1    | ETU Duathlon European Championship U23        | Swansea        | 02:06:10 | Duathlon U23-Europameisterin auf der Kurzdistanz (10. Rang in der Elite-Klasse) |
| 25. Apr. 2004 | 1    | ÖTRV Staatsmeisterschaft Duathlon Kurzdistanz | Wien           |          | Duathlon-Staatsmeisterin                                                        |

| Datum/Jahr    | Rang | Wettbewerb                                       | Austragungsort   | Distanz      | Zeit    | Bemerkung                                                                   |
| ------------- | ---- | ------------------------------------------------ | ---------------- | ------------ | ------- | --------------------------------------------------------------------------- |
| 22. Apr. 2019 | 1    | Raiffeisen Osterlauf                             | Maria Enzersdorf | Halbmarathon |         |                                                                             |
| 1. Nov. 2009  | 18   | New-York-City-Marathon                           | New York City    | Marathon     | 2:49:33 | als beste Österreicherin                                                    |
| 4. Okt. 2009  | 3    | Österreichische Staatsmeisterschaft Halbmarathon | Eisenstadt       | Halbmarathon | 1:21:57 | beim Eisenstadt Halbmarathon 1:29 min hinter der Siegerin Ursula Bredlinger |

(DNF – Did Not Finish)